# Pinarocorys erythropygia
Pinarocorys erythropygia е вид птица от семейство Чучулигови (Alaudidae).

## Разпространение
Видът е разпространен в Бенин, Буркина Фасо, Гана, Гвинея, Камерун, Демократична република Конго, Кот д'Ивоар, Либерия, Мали, Нигер, Нигерия, Сиера Леоне, Судан, Того, Уганда, Централноафриканската република, Чад и Южен Судан.